# イワサキクサゼミ
イワサキクサゼミ（Mogannia minuta）は、カメムシ目（半翅目）・セミ科の昆虫である。日本に分布するセミの中では最小の種。

## 形態

### 成虫
全長16 - 25 mm、体長12 - 17 mm。体色は黒色で弱い光沢がある。

## 生態
日本産セミの中では最も生態が研究されている。サトウキビ、ススキ、チガヤといったイネ科植物に住む。産卵する植物はこの3種を含めた8科27種になる。主に3月から7月にかけて見られるが、台風や大雨後の一時的な出現などを含めると、ほぼ1年を通して見られる。卵から成虫までの期間は大部分が2年であるが、1年や3年の場合もある（主に、ススキ原で生息した場合は3年、サトウキビ畑では2年）。

### サトウキビの食害
サトウキビの害虫とされている。しかし第二次世界大戦前は、主にススキ原に生息し、サトウキビを食害する事は稀であった。害虫としての活動が目立ちはじめたのは1960年代になってからである。ススキ原よりサトウキビ畑に移行した原因としては、サトウキビの栽培管理作業の変化（農薬散布により天敵であるアリ類やクモ類の多くが死滅する事やサトウキビ品種による作付時期の変化、1961年以後はサトウキビ圃場の更新が少なくなり幼虫にとって都合の良い生息環境になった事など）が大きいと考えられている。

## 分布
日本（沖縄本島・宮古島・石垣島・西表島など）・台湾